# Дэнди, Джеймс Эдгар
Джеймс Эдгар Денди (Престон, Ланкашир, 24 сентября 1903 — Тринг, Хартфордшир, 10 ноября 1976) — британский ботаник, хранитель (англ. Keeper of Botany) Британского музея естествознания в 1956—1966 годах. Он был специалистом мирового уровня по изучению растений рода «Potamogeton» и семьи Magnoliaceae.

## Биография
Денди получил образование в «Preston Grammar School», а после этого в Даунинг-колледже Кембриджского университета, где он получил степень бакалавра искусств. В 1925 году он был назначен ассистентом Джона Хатчинсона в Королевских ботанических садах в Кью, который работал над новой классификацией покрытосеменных. Он дал Денди возможность исследовать три таксона, один из которых «Magnoliaceae». В 1927 году он стал членом Лондонского Линнеевского общества. 11 июля того же года, он был назначен ассистентом второго класса отдела ботаники Британского музея естествознания. Он работал здесь вплоть до своей отставки в 1966 году. В 1936 году он был переведен на должность ассистента первого класса, в 1946 году стал основным научным сотрудником, а в 1956 он в конце концов стал Хранителем ботаники. После выхода на пенсию, он продолжал активную деятельность в области ботаники, до серьёзной болезни в июле 1976 года.

## Публикации

### Magnoliaceae
- "'1927 The Genera of Magnolieae. in: Bulletin of Miscellaneous Information, Royal Gardens, Kew 1927(7): 257—264.
- «'1927»' Michelia kisopa and M. doltsopa Buch.-Ham. (Magnoliaceae). in: Journal of Botany, British and Foreign (London) deel 65: 277—279
- "'1927 The identity of Talauma villariana. in: Bulletin of Miscellaneous Information, Royal Gardens, Kew 1927(10): 419—420.
- «'1928»' Three new Magnolieae. in: Journal of Botany, British and Foreign (London) deel 66: 46-48.
- «'1928»' New or noteworthy Chinese Magnolieae. in: Notes from the Royal Botanic Garden, Эдинбург (Edinburgh) deel 16(77): 123—132.
- «'1928»' Malayan Magnolieae. in: Bulletin of Miscellaneous Information, Royal Gardens, Kew 1928(5): 183—193.
- «'1928»' Michelia montana and two allied new species. in: Journal of Botany, British and Foreign (London) deel 66: 319—322
- «'1928»' Two new Michelias from Kwangtung. in: Journal of Botany, British and Foreign (London) deel 66: 359—361.
- «'1928»' Magnolia sinensis and M. Nicholsoniana. in: Journal of the Royal Horticultural Society (London) deel 53(1): 115.
- «'1929»' A new Michelia from the borders of Tibet and Assam. in: Bulletin of Miscellaneous Information, Royal Gardens, Kew 1929(7): 222—223
- «'1929»' Three new Michelias from Indo-China. in: Journal of Botany, British and Foreign (London) deel 67: 222—224.
- «'1930»' A new Magnolia from Honduras. in: Journal of Botany, British and Foreign (London) deel 68: 146—147.
- «'1930»' New Magnolieae from China and Indo-China. in: Journal of Botany, British and Foreign (London) deel 68(7): 204—214.
- «'1931»' Four new Magnolieae from Kwangsi. in: Journal of Botany, British and Foreign (London) deel 69(9): 231—233.
- «'1933»' A second species of Pachylarnax (Magnoliaceae). in: Journal of Botany, British and Foreign (London) deel 71: 312—313.
- "'1934 The identity of Lassonia Buc’hoz. in: Journal of Botany, British and Foreign (London) deel 72: 101—103.
- «'1936»' Magnolia globosa. in: The Botanical Magazine, or, Flower-Garden Displayed (London) deel 159: t.9467.
- «'1943»' Michelia doltsopa. in: The Botanical Magazine, or, Flower-Garden Displayed (London) deel 164: t.9645.
- «'1948»' Magnolia dawsoniana. in: The Botanical Magazine, or, Flower-Garden Displayed (London) deel 164: t.9678-9679.
- «'1948»' Magnolia nitida. in: The Botanical Magazine, or, Flower-Garden Displayed (London) deel 165: t.16.
- "'1950 The Highdown Magnolia. in: Journal of the Royal Horticultural Society (London) deel 75: 159—161.
- «'1951»' A Survey of the genus Magnolia together with Manglietia and Michelia. in: P. M. Synge [ed.] Camellias and Magnolias, Report of the Conference held by The Royal Horticultural Society April 4-5, 1950: 64-81.
- «'1963»' Magnoliaceae, in R. E. Woodson & al., Flora of Panama, Part IV, Fascicle 5. in: Annals of the Missouri Botanical Garden (St Louis, MO) deel 49(3/4): 173—176.
- «'1964»' Manglietia insignis. in: The Botanical Magazine, or, Flower-Garden Displayed (London) deel 175: t.443.
- «'1964»' Magnolia virginiana. in: The Botanical Magazine, or, Flower-Garden Displayed (London) deel 175: t.457.
- «'1971»' The classification of the Magnoliaceae. in: Newsletter of the American Magnolia Society deel 8: 3-6.

### Другие публикации
- "'1958 The Sloane Herbarium: an annotated list of the Horti Sicci composing it, with biographical accounts of the principal contributors. Based on records compiled by the late James Britten. With an introduction by Spencer Savage. Revised and edited by J. E. Dandy
- «'1958»' List of British vascular plants. Prepared for the British Museum (Natural History) and the Botanical Society of the British Isles. Incorporating the London catalogue of British plants.
- «'1967»' Index of generic names of vascular plants, 1753—1774. International Bureau for Plant Taxonomy and Nomenclature.